# Filtro anti-alias
Il filtro anti-alias è un filtro analogico utilizzato prima del campionamento di un segnale, al fine di restringere la banda del segnale stesso per soddisfare approssimativamente il teorema del campionamento di Nyquist-Shannon.
Dal momento che il teorema dice che un'interpretazione non ambigua del segnale, a partire dal campionamento, è possibile solo quando la potenza delle frequenze all'esterno della banda di Nyquist è zero, il filtro anti-aliasing potrebbe soddisfare il teorema. Ogni possibile filtro anti-alias permetterà la presenza di qualche alias; l'ammontare dell'alias presente nel risultato dipende dalla qualità del filtro.
I filtri anti-alias vengono solitamente usati nei sistemi di elaborazione numerica dei segnali, ad esempio in operazioni di audio digitale o fotografia digitale; filtri simili vengono utilizzati anche nella ricostruzione dell'output nei lettori musicali. Infine, il filtro evita l'alias durante la conversione di un campionamento in un segnale continuo, dove la stop-band rejection è richiesta per garantire l'azzeramento dell'alias.
L'impossibilità teorica di costruire un filtro perfetto non è, in pratica, un grande ostacolo, visto che le considerazioni pratiche portano a scelte implementative quali il sovracampionamento per creare filtri "sufficientemente buoni".

## Filtri anti-alias ottici
In caso di campionamento ottico di un'immagine, ad esempio per i sensori delle fotocamere digitali, il filtro si chiama anche filtro passa basso ottico, filtro di blur o AA filter. La matematica del campionamento in due dimensioni è simile a quella del campionamento a dominio di tempo, ma le tecniche implementative del filtro sono diverse. L'implementazione tipica delle fotocamere digitali si basa su un materiale bi-rifrangente a due strati come il litio niobato, che rilancia ogni punto ottico in un gruppo di quattro altri punti. La scelta di un particolare filtro obbliga ad una mediazione tra precisione, aliasing e fattore di riempimento. In una camera monocromatica, three-CCD o Foveon X3 il fattore di riempimento da solo, se vicino al 100% con microlenti, è in grado di fornire un buon effetto anti-alias, mentre nelle camere a colori (CFA, e.g. filtro Bayer) di solito serve un ulteriore filtro per ridurre l'aliasing a un livello accettabile.

## Applicabilità del sovracampionamento
Una tecnica nota con il nome di sovracampionamento (oversampling) viene solitamente usata nelle conversioni audio, specialmente nell'output. L'idea consiste nell'usare una frequenza di campionamento superiore, in modo che un filtro digitale quasi-ideale possa abbassare l'alias fino alla frequenza di Nyquist, mentre un filtro analogico più semplice può bloccare le frequenze superiori ad una nuova più alta frequenza di Nyquist.
L'obiettivo del sovracampionamento è quello di abbassare i requisiti del filtro anti-alias, o ridurre l'aliasing stesso. Dal momento che il filtro finale è analogico, il sovracampionamento permette al filtro di essere più economico visto che i requisiti non sono così rigidi, ed allo stesso tempo permette al filtro di avere una frequenza di risposta più dolce, e quindi una risposta con una fase meno complessa.
Sull'input si usa un filtro iniziale analogico, il segnale viene campionato ad alte frequenze, per poi venire sottocampionato utilizzando un filtro digitale quasi-ideale.

## Forma dello spettro di frequenza
Spesso un filtro anti-aliasing è un filtro passa basso. In ogni caso questo non è necessario. Il teorema del campionamento di Nyquist-Shannon dice che la frequenza di campionamento deve essere superiore al doppio della larghezza della banda, non della frequenza massima, del segnale. Per i tipi di segnali limitati dalla larghezza di banda, ma non centrati sullo zero, si potrebbe usare un filtro passa banda come anti-alias. Ad esempio si potrebbe fare con un Single-sideband modulation o con un segnale a modulazione di frequenza. Se si volesse campionare un segnale radio FM sul canale 200, un filtro appropriato sarebbe centrato su 87.9 MHz con una banda di 200 kHz (o una banda passante da 87.8 MHz a 88.0 MHz), e la frequenza di campionamento non dovrebbe essere inferiore a 400 kHz. In questo caso non è l'audio ad essere campionato, ma lo stesso segnale trasmesso, il che non è comune.

## Sovraccarico del segnale
È molto importante evitare un sovraccarico del segnale durante l'applicazione di un filtro anti-alias. Se il segnale è abbastanza forte, può causare il clipping di un convertitore analogico-digitale, anche dopo il filtraggio. Dal momento che la distorsione del segnale creata dal clipping dell'onda filtrata ha luogo dopo l'applicazione del filtro, i suoi componenti saranno sparsi su tutto lo spettro di frequenza, comprese quelle parti di banda che causano l'aliasing. Nell'audio digitale il segnale "clippato" distorto ha un suono caratteristico che può facilmente essere riconosciuto.